# 桃澗堡
桃澗堡，是台灣北部自清治時期至日治初期的一個行政區劃，其範圍包括今桃園市的龜山區中西部、蘆竹區南部、大園區東部、桃園區全部、八德區全部、中壢區中東部、平鎮區全部、楊梅區東北部、大溪區西北部及龍潭區全部。
桃澗堡得名自境內兩大市街──桃仔園（今桃園區）及澗仔壢（今中壢區）各取一字而成。
桃澗堡西邊及南邊為竹北二堡，北邊為八里坌堡，東邊為海山堡，南端與蕃地有一小段邊界。

## 管轄街庄
桃澗堡共轄74個街庄：
- 今桃園區境內：桃園街、大樹林庄、大檜溪庄、小檜溪庄、水汴頭庄、埔仔庄、中路庄、崁仔腳庄
- 今龜山區境內：新路坑庄、舊路坑庄、兔仔坑庄、楓樹坑庄、山頂庄、大湖庄、下湖庄、苦苓林庄、山尾庄、菜公堂庄、南崁頂庄
- 今蘆竹區境內：南崁下庄、南崁廟口庄、南崁內厝庄、蘆竹厝庄、新興庄、中興庄、福興庄、大竹圍庄、新仔庄
- 今中壢區境內：興南庄、中壢埔頂庄、內壢庄、青埔庄、水尾庄、後藔庄、石頭庄、芝芭里庄、洽溪仔庄、三座屋庄
- 今平鎮區境內：宋屋庄、北勢庄、雙連陂庄、安平鎮庄、山仔頂庄、南勢庄、社仔庄、東勢庄
- 今楊梅區境內：高山頂庄
- 今八德區境內：八塊厝庄、霄裡庄、下庄仔庄、大湳庄、小大湳庄、茄苳溪庄
- 今大溪區境內：員樹林庄、埔頂庄、南興庄、蕃仔藔庄
- 今龍潭區境內：龍潭陂庄、八張犁庄、烏樹林庄、竹窩仔庄、四方林庄、黃泥塘庄、九座藔庄、三坑仔庄、三角林庄、打鐵坑庄、大坪庄、十一份庄、淮仔埔庄、泉水空庄、銅鑼圈庄、三洽水庄
- 今大園區境內：竹圍庄